# Cinéma (Mini-série)
Pour les articles homonymes, voir Cinéma (homonymie).
Cinéma est une minisérie télévisée réalisée par Philippe Lefebvre, diffusée en octobre 1988.
Ce téléfilm se compose de quatre parties :
1. Les Pianos de Berlin (90 min)
2. Rue de Varenne (90 min)
3. Marguerite a disparu (90 min)
4. Ma petite maman (90 min)

## Synopsis
Julien Manda est un acteur comblé et un homme blessé. Sa mère, qui fut pendant la guerre une pianiste de renom international, est devenue folle à la suite d'un film réalisé sur elle en 1953 qui l'accusait de collaboration. Manda veut réhabiliter l'honneur perdu de sa mère en tournant un remake du film. Mais les deux producteurs détenant les droits du film refusent de les lui céder.

## Fiche technique
- Titre : Cinéma
- Réalisation : Philippe Lefebvre
- Scénario original et dialogues : Jean-Pierre Petrolacci
- Musique : Jean-Marie Sénia
- Diffusion : octobre 1988 (France)
- Coproduction : TF1 - TELECIP

## Distribution
- Alain Delon : Julien Manda
- Edwige Feuillère : Marguerite
- Ingrid Held : Lulu
- Sergio Castellitto : Rocco
- Sunnyi Melles : Caroline
- Oliver Lentz : Cissy
- Dominique Lavanant : Clara Moranti
- Valeria D'Obici : Elena Sampieri
- Adolfo Marsillach : Arturo Dupuis
- Jean-Pierre Aumont : Henri Marquet
- Hans Christian Blech : Charles Gottlieb
- Guy Marchand : Giaccobi
- Guy Tréjan : Carlin
- André Rouyer : Marchenaz
- Galeazzo Benti : Bolzano
- Richard Fontana : Le Fech
- Marie Daems : Valentine Valois
- Liliane Rouere : la voyante
- Madeleine Marion : l'infirmière chef
- Karine Lefebvre : l'infirmière
- Bernard Ballet : l'inspecteur Germain
- Geoffroy Clavière : Buzzati
- Paola Onofri : la fille
- Bernard Freyd : docteur Pean
- Moune de Rivel : Mathurine
- Patrick Poivre d’Arvor : Lui même